# Crimellina
Crimellina es un género de foraminífero bentónico considerado como nomen nudum e invalidado, aunque también considerado un sinónimo posterior de Cancellina de la subfamilia Neoschwagerininae, de la familia Neoschwagerinidae, de la superfamilia Fusulinoidea, del suborden Fusulinina y del orden Fusulinida. Su especie tipo era Crimellina verae. Su rango cronoestratigráfico abarcaba el Lopingiense (Pérmico superior).

## Discusión
Clasificaciones más recientes incluirían Crimellina en la superfamilia Neoschwagerinoidea, y en la subclase Fusulinana de la clase Fusulinata.

## Clasificación
Crimellina incluía a la siguiente especie:
- Crimellina verae †